# Star-Trek-Spiele

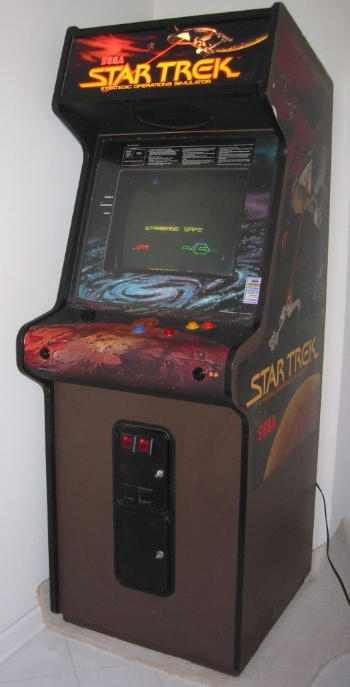
Arcade-Spiel Star Trek (Sega, 1982)

Ausgehend von Star Trek wurden zahlreiche Spiele entwickelt. Hier werden nur offiziell lizenzierte Spiele aufgeführt, die Liste der inoffiziellen Star-Trek-Spiele ist wesentlich länger und reicht bis in die 70er-Jahre zurück.

## Computerspiele

### Adventures

#### Star Trek: 25th Anniversary
Star Trek: 25th Anniversary ist ein Action-Adventure, das anlässlich des 25. Geburtstages des Star-Trek-Universums am 8. September 1991 von Interplay Productions für das Nintendo Entertainment System (NES) entwickelt wurde. Es konnte rechtzeitig fertig gestellt werden und wurde noch 1991 von der Konami-Tochter Ultra Software Corporation veröffentlicht. 1992 folgte ein Shoot ’em up für den Game Boy, das von Visual Concepts Entertainment entwickelt und ebenfalls von Ultra Software vertrieben wurde.
Ebenfalls 1992 folgte ein bereits gemeinsam mit der NES-Version auch von Interplay begonnenes Adventure für den Personal Computer. Das PC-Spiel mit gleichem Titel ist im Vergleich zur NES-Variante deutlich aufwändiger. Eigentlich hatte Brian Fargo von Interplay schon früher versucht, ein Star-Trek-Spiel im Stil von Lucasfilm- oder Sierra-Adventures zu entwickelt, wurde aber bei der Anfrage für die dafür nötige Lizenz von Paramount ignoriert. Erst als Emil Heidkamp vom Publisher Konami bei Interplay anrief, dass es von Paramount einen Auftrag für ein NES-Spiel gäbe, konnte sich Interplay die nötige Lizenz auch für ein PC-Spiel sichern, da Brian Fargo dies zur Bedingung für die Entwicklung der NES-Version machte. Die umfangreichere PC-Version wurde jedoch nicht rechtzeitig zum 25. Jubiläum fertig, sie wurde erst im Jahr darauf, 1992, veröffentlicht. Im Abspann findet sich die Widmung an Star-Trek-Erfinder Gene Roddenberry, der leider im Oktober 1991 verstorbenen war. Die MS-DOS-Version war für IBM-PC- und Tandy-Kompatible bestimmt, die Portierung für den Macintosh, herausgegeben von MacPlay, für System 6 und 7. Das Adventure führt den Spieler durch mehrere kurze Episoden, die im Stil einzelner Folgen der Originalserie mit Einstieg, Problem, Lösung, Happy End und Epilog präsentiert werden. Die einzelnen abgeschlossenen aber ansonsten unzusammenhängenden Episoden werden zum Teil durch Gefechte der Enterprise gegen gegnerische Raumschiffe verknüpft. Diese Actionsequenzen wurden von vielen Spielern als größter Kritikpunkt am ansonsten gelungenen Adventure empfunden. Interplay reagierte auf die Kritik mit einem Patch, der es ermöglicht, die Raumschlachten durch Drücken der Funktionstaste F8 zu überspringen. Obwohl der Patch bereits am 23. März 1992, also kurz nach Veröffentlichung des Spiels selbst, verfügbar war, war es damals nicht so leicht, ihn auch zu bekommen. So war er u. a. auf Datenträgern von Computerspielezeitschriften enthalten; das Internet war 1992 noch nicht weit verbreitet. Bemerkenswert war die Veröffentlichung einer CD-ROM-Version Anfang 1994, die, neben einer stark erweiterten finalen Mission, die Dialoge des Spiels durch die Originalstimmen der Serie vertonte: William Shatner, Leonard Nimoy, DeForest Kelley, James Doohan, George Takei und Walter Koenig. Nichelle Nichols als Lt. Uhura fehlte anfangs, wurde aber bei späteren Veröffentlichungen nachgereicht. Die PC/Tandy-Version von 1992 wurde von Metadigm für Amiga AGA (Amiga 1200/4000) portiert und 1994 veröffentlicht, muss jedoch auf die Festplatte installiert werden, ein Ausstattungsmerkmal, das beim Amiga damals noch keineswegs selbstverständlich war. Die später verfügbaren Versionen der CD-ROM-Version u. a. für Windows, macOS und Linux basieren auf DOSBox.

#### Star Trek: Judgment Rites
Der 1993 veröffentlichte direkte Nachfolger der PC-Version von Star Trek: The 25th Anniversary. Der Spielaufbau ist identisch, lediglich eine neue Handlung wurde geboten. Trotzdem oder gerade deswegen gilt Star Trek: Judgment Rites noch heute bei vielen Spielern als eines der besten Star-Trek-Spiele. Anders als im Vorgänger wurde in Judgement Rites die einzelnen Episoden durch eine gemeinsame Rahmenhandlung miteinander verknüpft. Die Weltraumkämpfe wurden durch die Einführung von drei Schwierigkeitsgraden vereinfacht. Die Schrift wurde um Klein- und Großbuchstaben erweitert. Seitens der Engine sind nun bewegliche Hintergrundbilder möglich und die Raumschiffe werden nun als 3D-Modelle gerendert. Um die Animationen flüssiger umzusetzen, wurden die Daten der einzelnen Episoden in eine jeweils eigene Objektdatei gepackt. Auf Seiten des Gameplays können nun auch die Charaktere Scotty, Uhura, Sulu und Checkov für die Missionen auf den Planeten mitgenommen werden.

#### Star Trek: A Final Unity
1995 erschien dieses Adventure von Spectrum HoloByte beim Publisher Microprose. Es spielt in der Ära von Captain Picard auf der USS Enterprise D. Das Spiel wechselt dabei zwischen Außenmissionen auf Planeten oder Stationen und Weltraumgefechten. Bei den Außenmissionen kann der Spieler zwischen verschiedenen Figuren hin- und herwechseln. Es müssen dabei diverse Rätsel gelöst werden. Zur Untermalung der Handlung wurden gerenderte Szenen als Film eingefügt.

#### Star Trek: Der Aufstand
1999 erschien dieses Adventure (Originaltitel Star Trek: Hidden Evil) als Weiterführung der Handlung des STNG Kinofilms Der Aufstand bei Activision. Diese Auftragsarbeit entstand in den Presto Studios. Der Spieler übernimmt als Figur Ensign Sovok. Wie auch bei den früheren Adventures übernahmen die Schauspieler der Serie, hier Next Generation, das Voiceacting. Die Kritiken fielen weitgehend negativ aus und führten zu einem Bewertungsscore von nur 53 %. Man beschrieb das Spiel als zu kurz und zu lustlos in der Ausarbeitung. Eher lästig empfand man die Action-Sequenzen. Das Studio hatte nur ein Jahr Zeit für diese Produktion gehabt.

### Massive Multiplayer Online Roleplaying Game

#### Star Trek: Online
Die Entwicklung dieses Massen-Mehrspieler-Online-Rollenspiel (engl. MMORPG) wurde von der Entwicklerfirma P2 Entertainment Inc., früher Perpetual Entertainment Inc., eingestellt und sowohl die Lizenz als auch der Inhalt an Cryptic Studios weiterverkauft. Da dieser Verkauf nicht den Spielcode enthielt, konnte das Erscheinungsdatum Anfang 2009, wie es P2 Entertainment Inc. angekündigt hat, nicht eingehalten werden.
Der Spieler kann seinen eigenen Charakter aus mehreren Völkern (z. B. Andorianer, Menschen, Vulkanier, Klingonen, Tellariten, Trill, Bolianer, Ferengi oder Cardassianer) wählen. Zusätzlich ist das Erstellen einer eigenen Rasse möglich. Auch ist es dem Spieler erlaubt, sein Raumschiff individuell zu gestalten. Als Erscheinungsdatum wurde der 2. Februar 2010 auf der Cryptic Webseite bekanntgegeben, seitdem ist das Spiel erhältlich.
Die Closed Beta-Phase, in der Spieler schon vorab Star Trek: Online antesten können, lief seit Ende Oktober 2009 bis 12. Januar 2010. Danach lief die Open Beta-Phase, an welcher alle Vorbesteller und ausgesuchte Personen und Inhaber von PR-Accounts teilnehmen durften. Inzwischen ist das Spiel kostenlos spielbar.

### Simulationen

#### Star Trek: Bridge Commander
Star Trek: Bridge Commander, 2002 von Totally Games veröffentlicht, ist eine Art „Flugsimulation“, in der der Spieler im Stuhl des Captains Platz nimmt und ein Schiff kommandiert. Brücke und Außenwelt sind komplett animiert in 3D dargestellt. Neben verschiedenen Multiplayer-Modi bietet das Spiel zwei Einzelspieler-Modi, in denen der Spieler entweder einer Story folgen kann oder sich eigene Schlachtkonstellationen zusammenstellen kann. Die Story ist zeitlich kurz nach dem Dominion-Krieg angesiedelt und beschäftigt sich mit einem Szenario, in dem ein wiedererstarktes Cardassia erneut für Unruhe im Quadranten sorgt. Im Laufe der Handlung übernimmt der Spieler zunächst das Kommando über das fiktive Galaxy-Klasse-Schiff USS Dauntless und später über die USS Sovereign (Erstes Schiff der gleichnamigen Schiffsklasse). Das Geschehen wird in Zwischensequenzen von den Mitgliedern der fünfköpfigen Führungscrew in deren Logbüchern kommentiert.
Eine weitere Besonderheit ist der von Totally Games veröffentlichte Sprachsupport, so kann man als Captain auch mit der Stimme Befehle erteilen. Hierzu wird jedoch Gamevoice oder Game Commander 2 benötigt, ursprünglich sollten die Sprachkommandos direkt im Spiel implementiert sein.
Um das Spiel hat sich eine sehr aktive „Modding-Community“ gebildet, die dem Spiel neue 3D-Objekte und Funktionen hinzufügt. Durch eine Python-basierte Schnittstelle ist das Spiel besonders „Mod-freundlich“. Inzwischen wurde so gut wie jedes Schiff aus Star Trek und sogar Star Wars für Bridge Commander umgesetzt.
Eine Besonderheit, die Star Trek: Bridge Commander von anderen Spielen abhebt, ist die limitierte Auflage. Publisher Activision gab die Star-Trek-Lizenz vorzeitig an Paramount zurück – zu diesem Zeitpunkt waren erst 5000 Exemplare des PC-Spiels hergestellt worden.
Die hohe inhaltliche Qualität und die geringe Auflage des Spiels haben so dazu geführt, dass einwandfreie Originalversionen von Star Trek: Bridge Commander hohe Sammlerpreise erzielen. Auf Verkaufsplattformen sind Beträge in Höhe von neuen Vollpreisspielen nicht selten. Auf Messen und Conventions erreicht das Spiel sogar oft noch höhere Preise.
Zum 55. Jubiläum von Star Trek wurde Bridge Commander im September 2021, zusammen mit sechs weiteren Star-Trek-Titeln, auf GOG.com als Digitalversion wiederveröffentlicht.

#### Star Trek: Legacy
Star Trek: Legacy ist ein actionbasiertes Star-Trek-Spiel, ähnlich der Starfleet-Command-Reihe. Die Lizenz des Entwicklers Bethesda Softworks umfasst alle Star-Trek-Zyklen. In Deutschland wird das Spiel durch die Ubisoft GmbH vertrieben und erschien am 21. Dezember 2006. Zusätzlich erschien zur gleichen Zeit eine Version für die Xbox 360.
Durch die kurze Entwicklungszeit und das Ziel, das Spiel zum Weihnachtsgeschäft auf den Markt zu bringen, wurden manche der geplanten Features weggelassen. Zudem konnte neben der Story auch das Gameplay nicht überzeugen. Trotzdem entstand mit diversen Mods, wie dem "Ultimate Universe Mod", dem "Trek Battles Mod" und dem "Legendary Generations Mod" eine erhebliche Erweiterung des Spiels.

#### Star Trek: Bridge Crew
Star Trek: Bridge Crew (Brückenbesatzung), ist eine Brückensimulation, die ausschließlich für die Virtuelle Realität entwickelt wurde. Das Spiel wurde am 30. Mai 2017 auf den drei VR Plattformen PlayStation VR, HTC Vive und Oculus Rift veröffentlicht – alle Plattformen können miteinander Spielen. Das Spielprinzip ähnelt stark dem "Artemis Spaceship Bridge Simulator". Zusammen mit bis zu 3 weiteren Spielern, besetzt man eine Position auf der Brücke der USS Aegis (NX-1787) oder der USS Enterprise (NCC-1701). Verfügbare Rollen der Kapitän, Steuermann, Taktikoffizier und Ingenieur. Fokus liegt hierbei weniger auf der Spielmechanik der einzelnen Rollen, sondern auf der Kommunikation zwischen den Spielern. Neben der für VR typischen Immersion, steigert die soziale Präsenz das Gefühl, Teil einer echten Brückenbesetzung zu sein.
Die Hintergrundgeschichte spielt in der neuen Zeitlinie, Ziel der 7 Missionen der Kampagne ist es, eine neue Heimatwelt für die Vulkanier zu suchen. Neben den Hauptmissionen, gibt es automatische generierte Zufallsmissionen in verschiedenen Kategorien. Diese Missionen können alternativ auch in der originalen Enterprise gespielt werden.

### Shooter

#### Star Trek: Generations
„Star Trek: Generations“ von Microprose aus dem Jahr 1997 ist wohl der erste Star Trek Ego-Shooter. Die Story ist an den gleichnamigen Film (deutscher Titel: Star Trek: Treffen der Generationen) angelehnt, wobei sie durch die Handlungen des Spielers beeinflusst wird.
Ziel des Spiels ist, ebenso wie im Film, Bösewicht "Doktor Soran" daran zu hindern, durch Zerstörung von ganzen Sonnensystemen in eine paradiesische Dimension, genannt „Nexus“ zu gelangen. Bei den Missionen ist besonders darauf zu achten Kollateralschäden so weit wie möglich zu vermeiden. Werden zu viele entscheidende Missionen erfolglos beendet, wird der Spieler vom Einsatz abberufen und das Spiel ist verloren.
Bei den primären Missionen im Spiel, den sogenannten Außenmissionen, welche in Ego-Shooter-Form ablaufen, übernimmt der Spieler die Rolle eines der aus dem Film bekannten Protagonisten und wird auf Planeten, Schiffe oder Raumstationen gebeamt, wo es im Alleingang Aufgaben zu erfüllen gilt. Das Ziel besteht häufig darin, den Abschuss einer sonnenzerstörenden Trilithiumwaffe zu verhindern, oder aber Soran am Sammeln von Trilitium zu hindern, wobei der Erfolg oder Misserfolg der letzteren für den Ausgang des Spiels eher unbedeutend ist. Die Aufgaben liegen im Lösen von Rätseln, aber auch in Spring-, Tauch- und Schwimmübungen. Der Unterschied zu anderen Shootern liegt hauptsächlich in den vielen Undercover-Missionen, bei denen es ratsam ist, gewaltsamen Konflikten aus dem Weg zu gehen und die Tarnung nicht zu verlieren. Bei den nicht vermeidbaren Kämpfen hält sich die Zahl der Gegner in Grenzen.
Insgesamt sind elf Außenmissionen spielbar, aus denen jedoch nur eine geringe Auswahl, durch die Handlungen des Spielers selbst unbewusst beeinflusst, in der jeweiligen Spielrunde zu erfüllen ist. Diese, für Ego-Shooter unübliche Eigenschaft wirkt sich somit entscheidend auf die Story und ihre Dauer aus.
Die Maps sind sehr umfangreich gestaltet, wobei auf viele Details eingegangen wurde, die im Spiel selbst keine Bedeutung haben. Dies wiegt die durchschnittliche Qualität der Grafik auf. So lassen sich beispielsweise viele für die Mission unwichtige Räume betreten, was den Spaß am Rätseln weiter steigert. Die Auswahl und Reihenfolge der Missionen trifft der Spieler unbewusst selbst, wodurch ihm sehr viele Freiheiten gegeben sind und jedes Spiel anders abläuft.
Zwischen den Außenmissionen kann man in der Stellarkartographie die Kontrolle über die Enterprise übernehmen, sie zu verschiedenen Zielen im System beordern, Scans der Objekte durchführen oder Kämpfe gegen fremde Flottenverbände eröffnen. Hierbei wird in einen Taktischen Modus geschaltet, in welchem man das Gefecht auf dem Hauptschirm mitverfolgen und notwendige Befehle erteilen kann. Im Laufe des Spiels muss man sich des Öfteren Soran im Raumschiffkampf stellen, der im Spielverlauf Allianzen mit Klingonen, Romulanern und Chodak eingeht.

#### Star Trek: The Next Generation – Klingon Honor Guard
Star Trek: The Next Generation – Klingon Honor Guard ist ein Ego-Shooter, der von Microprose im Jahr 1998 veröffentlicht wurde. Das Spiel basiert auf der ersten Version der Unreal Engine. Man spielt je nach Auswahl eine Anwärterin oder einen Anwärter der klingonischen Ehrengarde, die aus den besten Kriegern des Imperiums besteht. Auf Kanzler Gowron und den Hohen Rat wurde mit einer Bombe ein Anschlag verübt. Gowron und ein paar andere Mitglieder des Rats haben gerade noch überlebt, und nun ist es das Ziel, die Verantwortlichen aufzuspüren. Dabei erhält man Anweisungen von Captain Kurn und wird mit seinem Raumschiff an verschiedene Orte gebracht (u. a. Rura Penthe, Qualor II, eine andorianische Sternenbasis und klingonische Raumschiffe). Die Spur führt zunächst zu Lursa und B’Etor.
Auf der Suche nach den Verantwortlichen steht dem Spieler eine große Anzahl von verschiedenen Waffen zur Verfügung (u. a. Bat’leth, D’k tahg und Disruptorgewehre), und man trifft u. a. auf Andorianer, Nausicaaner und Letheaner. Es gibt im Laufe des Spiels Abschnitte, in denen man sich mit einem Raumanzug und magnetischen Stiefeln im Weltraum an der Hülle einer Sternenbasis bzw. eines Raumschiffs bewegt und kämpfen muss.
Der Shooter ist aufgrund der Gewaltdarstellung in Deutschland nur in einer geschnittenen Version ohne Blutdarstellung erschienen.

#### Star Trek: Deep Space Nine – The Fallen
Star Trek: Deep Space Nine – The Fallen wurde von The Collective entwickelt und im Jahr 2000 veröffentlicht. Es ist ein Third-Person-Actionspiel. Am Anfang wird ein bajoranisches Forschungsschiff von einer unbekannten Spezies, den Grigari, angegriffen. Kurz darauf taucht auf Deep Space Nine ein alter Freund von Major Kira auf und überredet Captain Sisko dazu, einen uralten Tempel auf einem Mond Bajors zu untersuchen. Dort entdecken Worf und Captain Sisko ein Monument, auf welchem die Geschichte über die drei Drehkörper der Pah-Geister steht. Doch diese Entdeckung bleibt nicht geheim und so beginnt die Jagd nach den Drehkörpern, denn diese dürfen dem Dominion nicht in die Hände fallen.
Das Spiel benutzt die erste Version der Unreal Engine, kann diese jedoch sehr gut ausnutzen. Das Spiel besitzt keinen Mehrspielermodus und die drei Charaktere, die man spielen kann (Captain Sisko, Major Kira und Worf), durchlaufen oft die gleichen Levels aus unterschiedlichen Perspektiven und verfügen zum Teil über andere Waffen, unterscheiden sich aber nicht sehr im Gameplay.
Am 3. März 2006 brachte Fusioncreativedesign die Erweiterung Convergence für The Fallen heraus. Sie spielt ca. 9 Monate nach The Fallen. Eine geheime Föderation/Cardassianereinrichtung auf SR-III sendet einen Notruf aus. Sisko, Kira und Worf müssen wieder zurück nach SR-III, um dem Notruf nachzukommen. Der Phaserstrahl der Cardassianer ist jetzt rot, Sisko, Kira und Worf wechseln sich ab, die Grigari sind verbessert worden, die alten Dialoge wurden verwendet (auch der Boss von Fusioncreativedesign, Eric, C. Reuter, spricht in Convergence). Außer die von Reuter, sind alle Dialoge in der deutschen Version von T.F. deutsch (mit englischem Untertitel). Auch muss der Spieler wieder auf die USS Ulysses gehen.
Des Weiteren gab es eine The-Fallen-Adaption namens Lethality und eine 3-Level-Mission für Worf, bei der er die USS Gage aus den Händen des Dominion und Admiral Ross befreien muss.

#### Star Trek: Voyager – Elite Force
Star Trek: Voyager – Elite Force ist ein Ego-Shooter-Computerspiel, entwickelt von Raven Software, 2000 von Activision auf den Markt gebracht. Es verwendet die Quake-III-Arena-Game-Engine von id Software. Der Spieler schlüpft in die Rolle eines Besatzungsmitglieds auf der USS Voyager.
Inhalt
Die USS Voyager wird auf ihrem Heimweg aus dem entfernten Delta-Quadranten von einem unbekannten Schiff angegriffen. Zwar ist die Crew um Captain Janeway in der Lage den Angriff des fremden Schiffes abzuwehren, wird allerdings bei dessen Zerstörung auf einen entlegenen Raumschifffriedhof teleportiert. Die Voyager wurde durch den Angriff schwer beschädigt und ist kampf- und manövrierunfähig. Aus dem Grund wird das „Hazard-Team“, eine spezielle Elitetruppe für besonders heikle Missionen, damit beauftragt, das Föderationsschiff aus seiner misslichen Lage zu befreien.
Der Spieler in Person des jungen Fähnrichs Alexander Munro (oder auch Alexandria Munro) hat nun die Aufgabe, das Hazard-Team durch gefährliche Einsätze auf fremden Raumstationen zu führen, klingonische Schiffe zu infiltrieren und neben der Voyager sogar die Galaxie vor einer außerirdischen Bedrohung zu retten.
Zur Verfügung stehen der bekannte Handphaser, das Phasergewehr und weitere Waffen, die im Spiel gesammelt werden. Eine Spezialwaffe, der Unendlichkeitsmodulator (U-Mod), wurde von Seven of Nine entwickelt, um selbst die Personenschutzschilde der Borg zu durchdringen.
Mehrspielermodus
Im Multiplayermodus gibt es die bekannten Spielmodi Capture the Flag (CTF), Free For All (FFA, nennt sich in Elite Force „Holomatch“ – HM), Team Death Match (TDM, nennt sich in Elite Force „Team Holomatch“ – THM) sowie einen Duell-Modus.
Mit der Version 1.2 des Spiels kamen so genannte PMod-Spielmodi hinzu. Dazu zählen zum Beispiel Varianten von Last Man Standing und Instagib.

#### Star Trek: Elite Force II
Star Trek: Elite Force II ist ein Ego-Shooter, der von Ritual Entertainment entwickelt und am 20. Juni 2003 von Activision auf den Markt gebracht wurde.
Dieses Spiel ist der Nachfolger von Star Trek: Voyager Elite Force. Wie schon im ersten Teil schlüpft man in die Rolle von Alexander Munro, einem Mitglied des „Hazard-Teams“ der Sternenflotte. Das Hazard-Team wurde zur Bewältigung besonders heikler Missionen eingerichtet.
Die Story beginnt auf der USS Voyager, die nun in den Alpha-Quadranten heimgekehrt ist. Doch bevor sie zur Erde zurückkehren kann, wird sie von den Borg festgehalten. Die erste Mission spielt daher auf einer Borgsphäre. Im Anschluss daran kehrt die Voyager zur Erde zurück, wo das Hazard-Team erfährt, dass es aufgelöst werden soll. Einige Jahre später jedoch wird die Idee eines Hazard-Teams durch Cpt. Jean-Luc Picard wiederbelebt, der dieses für sein Schiff, die USS Enterprise E, einrichtet. Munro ist auch wieder mit von der Partie und erlebt indessen einige Missionen, die zum Großteil offene Kampfhandlungen beinhalten und nur selten Schleicheinlagen oder ruhige Abschnitte.
Star Trek: Elite Force 2 basiert auf einer verbesserten Quake-III-Arena-Game-Engine. In den Außenarealen erreicht die Grafikengine nur mittelmäßige Ergebnisse und kann daher auf diesem Gebiet nicht mit Spielen wie zum Beispiel FarCry mithalten, jedoch sind die Innenräume durch die hochauflösenden Texturen recht gut gelungen. Das Skripting-System des ersten Teils wurde verbessert und ermöglicht Entwicklern, gesteuerte Aktionen in den Spielewelten ablaufen zu lassen. Dies ist nun auch im Multiplayermodus möglich, bei dem mehrere Personen über das Internet oder ein LAN spielen können.

### Strategiespiele

#### Star Trek: The Next Generation – Birth of the Federation
Star Trek: The Next Generation – Birth of the Federation ist ein rundenbasiertes Strategiespiel, welches von Microprose im Jahr 1999 veröffentlicht wurde und stark durch Master of Orion II (ebenfalls durch Microprose veröffentlicht) inspiriert wurde. Auch wenn der Titel anderes vermuten lässt: Dem Spieler stehen zu Beginn fünf Großmächte (Föderation, Cardassianer, Romulaner, Klingonen, Ferengi) zur Auswahl, deren Geschicke er fortan leiten kann. Jede spielbare Großmacht verfügte dabei über eine eigene typische Benutzeroberfläche, wie man sie auch aus den Serien kennt. Der Spieler beginnt mit dem planetaren Ausbau seines Imperiums, um die Reichweite seiner Schiffe zu erhöhen und weitere Planeten erreichen zu können, neben wirtschaftlichen Aspekten. Er kann dabei diplomatisch wie auch kriegerisch vorgehen, um einen neuen Planeten in sein Imperium zu integrieren. Ziel ist die Dominanz des eigenen Imperiums über die der Anderen.
Jede Großmacht verfügt dabei über eine Reihe von Besonderheiten: So hat die Föderation Vorteile in der Diplomatie und Wissenschaft, die Ferengi wiederum sind stark in der Wirtschaft und Korruption, Cardassianer und Romulaner haben ausgezeichnete Spionage- und Sabotagekenntnisse, während die Klingonen über militärische Stärken verfügen.
Neben diesen Großmächten gibt es auch unzählige andere bekannte Völker aus dem Star-Trek-Universum – von A wie Andorianer bis Z wie Zakdorn. Auch diese verfügen über unterschiedliche Fähigkeiten, die nach Einverleibung (ob nun durch Diplomatie, Bestechung oder Unterwerfung) dem eigenen Imperium zur Verfügung gestellt werden.
Naturkatastrophen und Hungersnöte auf einzelnen Planeten können einem dabei das Leben schwer machen. Auch weniger nette Gruppierungen des Star-Trek-Universums können auftauchen und ganze Planeten und Flotten vernichten (zum Beispiel die Borg oder das Kristallwesen).
Darüber hinaus besteht natürlich die Möglichkeit, andere Großmächte anzugreifen. Die Raumschlachten können dabei auf Wunsch automatisch ablaufen.
Ein besonderes Feature ist die individuelle Entwicklungsmöglichkeit von Raumschiffen.
Mehrspielermodus
Neben einem Singleplayer- ist auch ein Multiplayermodus implementiert. Dabei kann man zum Beispiel über ein LAN auch gegen menschliche Gegner spielen.
Nachfolgespiel
Einen offiziellen Nachfolger hat Birth of the Federation nie erhalten. Stattdessen haben Fans versucht, selbst einen Nachfolger zu schaffen. Eines dieser Spiele wurde später in Birth of the Empires umbenannt und alle Star Trek spezifischen Inhalte entfernt. Das Projekt Star Trek: Supremacy hingegen ist immer noch aktiv und stellt in unregelmäßigen Abständen neue Versionen über die Plattform Bitbucket bereit.

#### Star Trek: Armada
Das im Jahr 2000 von Activision veröffentlichte Echtzeit-Strategiespiel versetzt den Spieler in die Kommandoposition verschiedener Star-Trek-Völker, namentlich Föderation, den Klingonen, den Romulanern und den Borg. Der Spieler muss Ressourcen (Dilithium) sammeln, Raumstationen und Werften bauen, sowie Forschung betreiben. Um den Gegner in abwechslungsreichen Missionen zu besiegen, ist meist nicht mehr nötig, als Unmengen von Schiffen zu bauen und diese dem Feind entgegenzuwerfen. Jedoch ist in Mehrspielergefechten strategische Tiefe durch Belagerungseinheiten und eine spezielle Fähigkeit jedes Raumschiffes vorhanden.
Die Kampagne enthält je 4 Missionen für jedes Volk sowie vier weitere Missionen, in denen man eine Allianz aus Föderation, Klingonen und Romulanern gegen die Borg antreten lässt. Im Verlauf der Kampagne trifft der Spieler auf weitere Völker wie das Dominion, Ferengi, Cardassianer und (die nur im Spiel vorkommende) Spezies 9341.
Das Einsatzgebiet wird dreidimensional dargestellt, jedoch gibt es im ersten Teil keine echte Tiefendimension, in die Raumschiffe vordringen können. Diese wurde erst im Nachfolger „Star Trek: Armada II“ nachgerüstet.

#### Star Trek: Armada II
Die Fortsetzung veröffentlichte Activision 2001. Zusätzlich zu den Völkern aus dem ersten Teil sind Cardassianer und Spezies 8472 hinzugefügt worden. Bei den anderen Völkern, also Föderation, Klingonen, Romulanern und Borg, wurden weitere Schiffe und Stationen hinzugefügt. Die Kampagnen der Völker wurden zwar verlängert, jedoch gibt es im Gegensatz zum ersten Teil nicht mehr für jedes Volk eine eigene Kampagne.
Neben der Ressource Dilithium aus dem ersten Teil gibt es nun auch Metall und (außer bei den Borg) Latinum, wobei Latinum entweder durch Abbau aus Latinum-Nebeln oder durch Handel gewonnen werden kann. Spezies 8472 hat mit Biomasse eine eigene Ressource.

## Kartenspiele

### Star Trek Customizable Card Game (ST-CCG)
auch: STCCG
Das Star Trek Customizable Card Game wurde 1994 von der Firma Decipher entwickelt und ist ein rundenbasiertes Sammelkartenspiel für zwei Spieler. Als zweites Sammelkartenspiel überhaupt (das erste war Magic: The Gathering), hatte es jedoch mit einigen Startschwierigkeiten zu kämpfen.
Die Grundidee des Spiels basiert darauf, sogenannte Missionen zu lösen, wozu bestimmte Anforderungen erfüllt werden müssen, um dies zu schaffen. Diese Anforderungen beziehen sich zumeist auf Eigenschaften von Charakteren wie zum Beispiel Diplomatie, Ingenieurskunst etc. Sowohl die Charaktere als auch alle anderen Karten sind dabei direkt den jeweiligen Star-Trek-Serien entnommen, was aber nicht heißt, dass man bestimmte Episoden einfach nachspielt. Die gesamten Spielprinzipien hier aufzulisten, ist aber schwer möglich, da das ST-CCG sehr komplex ist und deshalb sei hier nur gesagt, dass durch das Lösen von Missionen 100 Punkte gewonnen werden müssen, um das Spiel zu gewinnen. Dabei versucht aber der gegnerische Spieler sowohl selbst 100 Punkte zu erlangen, als auch den anderen daran zu hindern, seinerseits die nötige Punktzahl zu erreichen, wozu einige Kartentypen (Interrupts, Events, Dilemmas etc.) verwendet werden können.
Die erwähnten bekannten Charaktere, als auch Raumschiffe, Ereignisse usw. bezogen sich anfangs allerdings nur auf die Serie Raumschiff Enterprise: Das nächste Jahrhundert (TNG) und erst später kamen auch Elemente anderer Star-Trek-Serien und sogar der Filme hinzu, deshalb folgt ein kleiner Überblick über die sogenannte Premiere Edition, als auch über die folgenden verschiedenen „Expansions“ (eine Erweiterung mit neuen Karten).
Die Premiere Edition erschien 1994 und hatte also allein die Serie TNG zum Thema. Auch bei den beiden darauffolgenden „Expansions“ Alternate Universe (1995) und Q-Continuum (1996) war dies der Fall.
Alternate Universe legte dabei sein Hauptaugenmerk auf alternative Realitäten, wie Zeitreisen, andere Dimensionen usw., während sich die Erweiterung Q-Continuum vor allem um Q, ein öfters auftretendes allmächtiges Wesen in der Serie TNG, drehte.
1997 erreichte Decipher nicht nur die TNG-Lizenzverlängerung, sondern bekam auch für alle anderen Serien und Kinofilme die Lizenz, deren Bilder und Story in den kommenden Erweiterungen eingebaut wurden.
So entstanden die Erweiterungen First Contact (1997), Deep Space Nine (1998), The Dominion (1999), Blaze of Glory (1999), Rules of Acquisition (1999); The Troubles with Tribbles (2000), Reflections (2000), Mirror, Mirror (2000), Voyager (2001), The Borg (2001), Holodeck Adventures (2001) und zuletzt The Motion Pictures (2002).
Zwischen diesen Expansions kamen dann auch verschiedene Boxen heraus, die zumeist mehrere „Booster“ (ein Pack einer Expansion mit Karten unterschiedlicher Häufigkeit) mehrerer Expansions enthielten, aber vor allem auch Premiumcards, die quasi die Vorgängerversionen von Karten, die in späteren Expansions erscheinen sollten, darstellten.
Die letzte Box (und gleichzeitig das letzte Produkt der First Edition) war All Good Things(2003), die den gleichen Titel trug wie die abschließende Folge von TNG und die First Edition auch gekonnt abschloss.
So wurden mit den enthaltenen „Premiumcards“ die letzten offenen „Broken Links“ geschlossen, das heißt Karten, die auf anderen Erwähnung fanden, aber noch nicht existierten, wurden zum Abschluss veröffentlicht.
Nach diesen zahlreichen Erweiterungen stand das Spiel 2002 vor dem Aus – immer kompliziertere Sonderregelungen und die Spirale der stärker werdenden Karten schreckten viele Neueinsteiger ab.
2006 wurde dann doch noch ein kleines Set von 18 Foils mit der Thematik Star Trek: Enterprise – als kleines Zugeständnis an die 1E-Fans – veröffentlicht.
Die treue Fangemeinde sorgte jedoch dafür, dass das Spielkonzept nicht vollständig verworfen wurde. Seit 2001 gibt es das Spiel nun als Second Edition mit neuem Layout und überarbeiteten Regeln, aber teilweise sind die Karten auch rückwärtskompatibel und dann in der First Edition voll spielbar.

### TOS-Kartenspiel von Skybox
Während Decipher die TNG-Rechte für ein Kartenspiel innehatte, realisierte Skybox ein Kartenspiel auf Basis der TOS-Lizenz (The Original Series). Allerdings scheiterte dieses Spiel an der direkten Konkurrenz mit dem schon etablierten ST-CCG und der Einschränkung, dass man nur die Crew der TOS-Enterprise spielen konnte, während man bei der Decipher-Variante verschiedene „Affiliations“ (Völker) spielen konnte und nicht an Hauptcharaktere gebunden war.

### Tribbles Customizable Card Game
Im Jahr 2000 brachte Decipher mit der Expansion Trouble with Tribbles nicht nur das OS-Universum in das ST-CCG, sondern auch den Kartentyp mit den beliebten Tribbles ins Spiel. Die Besonderheit lag hierbei auf nicht ST-CCG-relevanten Icons, sondern auf dem Tribbles CCG. Für dieses Spiel gab es nur eine vollständige 4-Spieler-Box, in der die Tribble-Karten nur Tribble CCG orientiert waren (anstelle des ST-CCG-Spieltext steht dort etwas über die Szene, aus der das Bild ist.) Allerdings sind die Tribble-Karten aus dem ST-CCG kompatibel und ergänzen dieses Set, das mit seinem Spielprinzip an UNO erinnert.

### TrekWar - The Battle Card Game
Seit 2005 gibt es ein nicht lizenziertes Freeware-Kartenspiel, das Studenten der RWTH Aachen entwickelt haben. Die Karten werden nicht im Handel vertrieben, sondern auf nicht kommerzieller Basis zum Ausdrucken als Download angeboten. Bislang existieren zwei spielbare Seiten: Die Föderation und das Dominion. Seit 2007 gibt es auch eine Umsetzung für den Kartenspiel-Client OCTGN, der Partien über das Internet ermöglicht.

## Rollenspiele
Auf der Grundlage von Star Trek wurden verschiedene Pen-&-Paper-Rollenspiele entwickelt und in englischer Sprache veröffentlicht. Dazu zählen:
- Star Trek: Adventure Gaming in the Final Frontier, 1978 von Heritage Models erarbeitet;
- Star Trek: The Role Playing Game, 1982–1989 von FASA veröffentlicht;
- Prime Directive, 1993 zuerst von Task Force Games entwickelt, dann 2002 von Steve Jackson Games auf der Basis des GURPS-Systems, 2005 auf der Basis des d20-Systems neu herausgegeben;
- Star Trek Roleplaying Game, ab 1998 zunächst produziert von Last Unicorn Games, dann, nach dem Lizenzwechsel, ab 2002 von Decipher neu bearbeitet.

Daneben finden sich auch sehr beliebte Rollenspiele per E-Mail (PbEM), Chatrollenspiele, RPG-X (Mod) Rollenspiele oder welche, die in Foren stattfinden. Sie erlauben den Fans, in die Rolle von Figuren im Star-Trek-Universum zu schlüpfen und Abenteuer zu erleben. Durch das Medium E-Mail oder Foren wird eine asynchrone Kommunikation möglich, die das verteilte Spielen mit Menschen aus allen Zeitzonen ermöglicht. Chat hat als synchrone Kommunikationsform den wesentlichen Vorteil des sofortigen Feedbacks ohne Wartezeit.

## Brettspiele

### Raumschiff Enterprise. Das nächste Jahrhundert
Raumschiff Enterprise. Das nächste Jahrhundert mit dem Nebentitel Eine klingonische Herausforderung bezeichnet sich selbst als interaktives Video-Brettspiel. Es handelt sich um ein Brettspiel für drei bis sechs Spieler ab acht Jahren von MB Spiele. Die Spieler bewegen sich parallel zu einem ablaufenden Video (60 Minuten lang und die Spielzeit somit begrenzend) über ein Spielfeld, das die Enterprise NCC 1701-D aus Raumschiff Enterprise: Das nächste Jahrhundert darstellt.
Ziel des Spieles ist, den auf dem Video dargestellten Klingonen, der nach der Hintergrundgeschichte die Enterprise entführt hat, aufzuhalten. Man spielt mit vielem, was das Star-Trek-Universum hergibt – Kommunikatoren, Phaser, Tricordern, Stasisfeldern, Transportern, Jefferies-Röhren …
Auf dem Aufkleber der dazugehörigen Kassette steht „Folge 1“, was darauf schließen lässt, dass dies die erste Folge in einer Reihe von Videobrettspielen ist, doch es wurden keine weiteren hergestellt.

### Star Fleet Battles
Ein von 1979 stammendes Brettstrategiespiel, das als Starfleet Command (siehe hier) auf den Computer umgesetzt wurde. Es erfreut sich im Internet immer noch einer großen Fangemeinde (siehe Weblinks). Star Fleet Battles wird selbst hauptsächlich in Amerika gespielt. Es werden auch regelmäßig Turniere veranstaltet.
Star Fleet Battles basiert hauptsächlich auf Star Trek und hat die Lizenz für die Zeit zwischen Gründung der Föderation und bis zu Next Generation. Neben den bekannten Völkern wie die Föderation, Klingonen, Romulaner, Gorn und Tholianern kommen noch andere Völker hinzu, nämlich Lyraner, Kzinti, Hydraner, Andromedaner, Seltorianer, Jindarianer, Orioner und Allianzen wie WYN und ISC sowie Untergruppen und Abspaltungen Demokratische Republik Lyran, Neo-Tholianer.
Die meisten Völker führen untereinander Krieg, später bilden sich zwei Gruppen, die sich bekämpfen: die Koalition Klingonen und Lyraner unterstützt von den Romulanern, die Allianz Föderation, Gorn und Kzinti, welche mit den Hydranern verbündet sind. Tholianer unterstützen zwar die Allianz, treten ihr aber nicht bei. WYN, Orion und ISC sind an den Kämpfen beteiligt, da sie aber aus verschiedenen Gründen beide Seiten bekämpfen, vergrößern sie nur das Chaos.